# Trangraven
Trangraven er en kanal på Christianshavn der ligger ud for Nyhavn i København.
Når Canal Tours Copenhagen, det tidligere DFDS Canal Tours, sejler gennem Christianshavn kommer de forbi Trangraven og noget af det område DFDS ejede i sin tid. DFDS værkstederne lå i et område mellem Knippelsbro og Trangraven. Omkring 1974 lå M/S Kronprins Frederik oplagt i Trangraven. I 2014 blev den trebenede Trangravsbroen indviet der, hvor kanalen møder Christianshavns Kanal.